# Diocesi di Angra

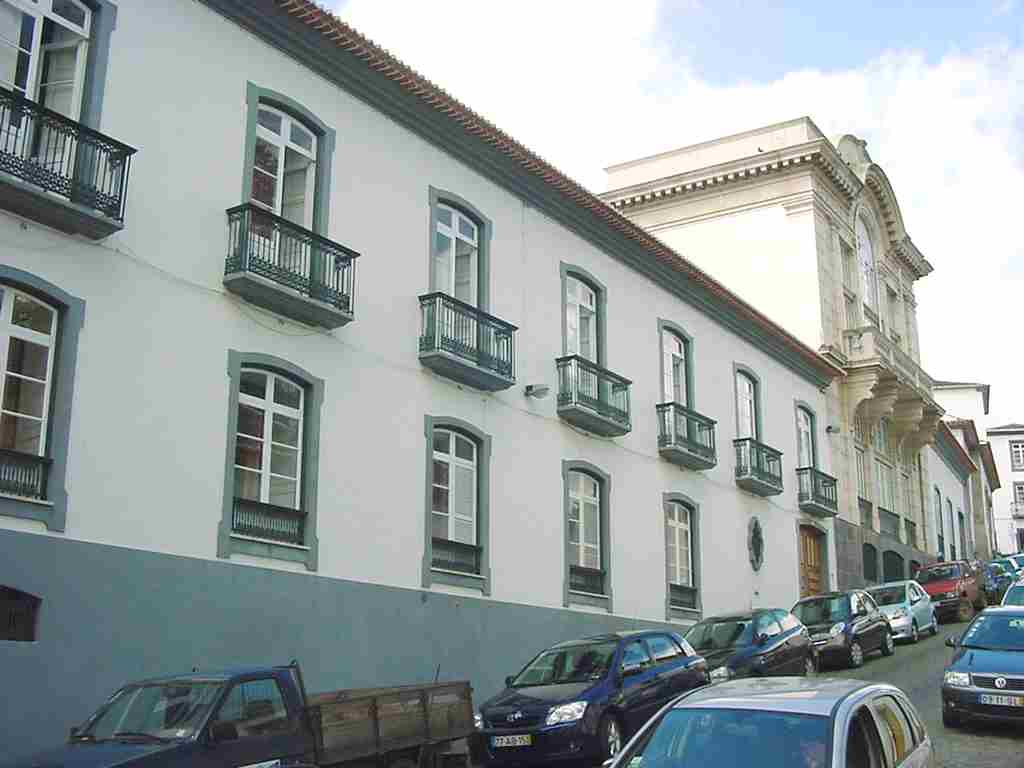
Il seminario di Angra do Heroísmo.

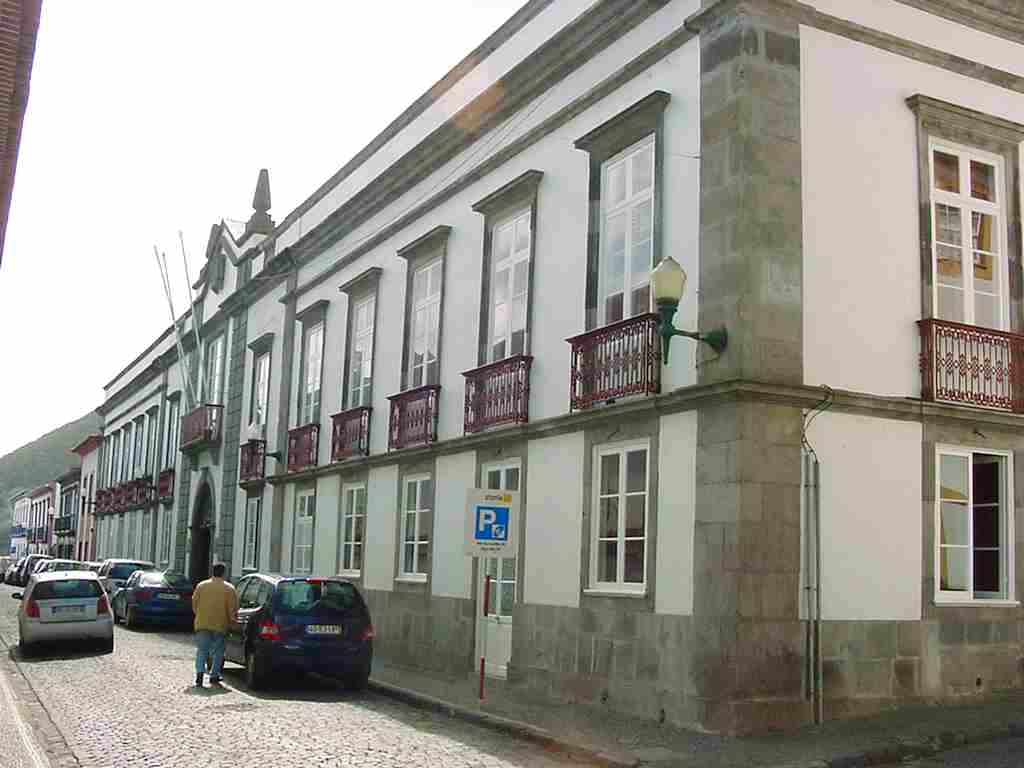
Il palazzo episcopale.

La diocesi di Angra (in latino Dioecesis Angrensis) è una sede della Chiesa cattolica in Portogallo suffraganea del patriarcato di Lisbona. Nel 2022 contava 205.360 battezzati su 236.440 abitanti. È retta dal vescovo Armando Esteves Domingues.

## Territorio
La diocesi comprende le isole Azzorre.
Sede vescovile è la città di Angra do Heroísmo, dove si trova la cattedrale del Santissimo Salvatore.
Il territorio si estende su 2.243 km² ed è suddiviso in 165 parrocchie, raggruppate in 15 arcipresbiterati.

## Storia
Le isole Azzorre furono scoperte nel 1427 e divennero ufficialmente possesso del Portogallo nel 1432. La colonizzazione delle isole, ancora disabitate, ebbe subito inizio; la giurisdizione temporale e spirituale fu inizialmente affidata all'Ordine del Cristo, che governava l'arcipelago dalla sede centrale di Tomar. La giurisdizione spirituale ebbe termine nel 1514, quando fu eretta la diocesi di Funchal, cui furono sottoposte le Azzorre; la giurisdizione temporale terminò nel 1551, quando furono incorporate alla Corona portoghese e sottomesse al padroado regio.
Il deciso aumento del numero dei coloni e la fondazione di diverse chiese determinarono l'erezione di una diocesi nell'arcipelago. Il primo tentativo fu effettuato nel 1533; il 31 gennaio di quell'anno papa Clemente VII eresse la diocesi di São Miguel, ma il progetto non andò in porto per la prematura morte del pontefice, che impedì la stesura definitiva e la firma della bolla di erezione.
Il 3 novembre 1534 con la bolla Aequum reputamus di papa Paolo III la diocesi fu nuovamente eretta, con sede trasferita dall'isola di São Miguel all'isola di Terceira e ricavandone il territorio dall'arcidiocesi di Funchal. Originariamente suffraganea della stessa arcidiocesi, il 3 luglio 1551 entrò a far parte della provincia ecclesiastica dell'arcidiocesi di Lisbona. L'organizzazione e l'amministrazione della diocesi fu sottomessa al patronato portoghese, fino alla legge di separazione fra Stato e Chiesa del 1911.
Si deve al vescovo Estêvão de Jesus Maria l'istituzione del seminario diocesano nel 1862; fino ad allora i sacerdoti della diocesi si erano formati nelle case dei numerosi istituti religiosi presenti nell'arcipelago, ed in particolare nei collegi dei Gesuiti di Angra, di Ponta Delgada e di Horta. Nel 1872 il vescovo João Pereira Bothelho de Amaral y Pimentel fondò il Boletim Eclesiástico dos Açores, organo ufficiale della diocesi.

## Cronotassi dei vescovi
Si omettono i periodi di sede vacante non superiori ai 2 anni o non storicamente accertati.
- Agostinho Ribeiro † (5 novembre 1534 - 24 settembre 1540 nominato vescovo di Lamego)
- Rodrigo Pinheiro † (24 settembre 1540 - 24 agosto 1552 nominato vescovo di Porto)
- Jorge de Santiago, O.P. † (24 agosto 1552 - 26 ottobre 1561 deceduto)
- Manuel de Almada † (18 marzo 1562 - 1566 dimesso)
- Nuno Álvares Pereira † (25 ottobre 1566 - 20 agosto 1570 deceduto)
- Gaspar de Faria † (15 ottobre 1571 - 19 marzo 1576 deceduto)
- Pedro de Castilho † (4 luglio 1578 - 3 giugno 1583 nominato vescovo di Leiria)
- Manuel de Gouveia † (14 marzo 1584 - 4 novembre 1596 deceduto)
- Jerónimo Teixeira Cabral † (7 gennaio 1598 - 14 maggio 1612 nominato vescovo di Miranda)
- Agostinho Ribeiro † (29 luglio 1613 - 12 luglio 1621 deceduto)
- Pedro da Costa † (2 maggio 1622 - 9 settembre 1625 deceduto)
- João Pimenta de Abreu † (8 febbraio 1627 - 28 dicembre 1632 deceduto)
- António da Ressurreição, O.P. † (4 dicembre 1634 - 8 aprile 1637 deceduto)
  - Sede vacante (1637-1671)
- Lourenço de Castro, O.P. † (18 marzo 1671 - 1º dicembre 1681 nominato vescovo di Miranda)
- João dos Prazeres, O.F.M. † (8 marzo 1683 - 1º febbraio 1685 deceduto)
  - Manuel da Natividade, O.F.M. † (18 marzo 1686) (vescovo eletto)[2]
- Clemente Vieira, O.S.A. † (24 novembre 1687 - 24 settembre 1692 deceduto)[3]
- António Vieira Leitão † (23 novembre 1693 - 22 maggio 1714 deceduto)
  - Sede vacante (1714-1716)
- João de Brito e Vasconcelos † (7 dicembre 1716 - 30 dicembre 1719 deceduto)
- Manuel Álvares da Costa † (20 gennaio 1721 - 10 gennaio 1733 deceduto)
  - Sede vacante (1733-1738)
- Valério do Sacramento, O.F.M.Ref. † (3 settembre 1738 - 14 luglio 1756 dimesso)
- António Caetano da Rocha † (19 luglio 1756 - 21 luglio 1772 deceduto)
- João Marcelino dos Santos Homem Aparício † (20 dicembre 1773 - 21 maggio 1782 deceduto)
- José da Avé-Maria Leite da Costa e Silva † (16 dicembre 1782 - 30 ottobre 1799 deceduto)
- José Pegado de Azevedo † (20 luglio 1801 - 19 giugno 1812 deceduto)
  - Sede vacante (1812-1815)
- Alexandre da Sagrada Família[4] da Silva Garrett, O.F.M. † (18 dicembre 1815 - 23 aprile 1818 deceduto)
- Manuel Nicolau de Almeida, O.C.D. † (29 maggio 1820 - 11 dicembre 1825 deceduto)
- Estêvão de Jesus Maria, O.F.M.Ref. † (28 gennaio 1828 - 28 luglio 1870 deceduto)
- João Pereira Bothelho de Amaral y Pimentel † (22 dicembre 1871 - 27 gennaio 1889 deceduto)
- Francisco Maria do Prado Lacerda † (27 gennaio 1889 succeduto - 23 dicembre 1891 deceduto)
- Francisco José Ribeiro Vieira e Brito † (5 marzo 1892 - 8 gennaio 1902 nominato vescovo di Lamego)
- José Manuel de Carvalho † (9 giugno 1902 - 24 aprile 1904 deceduto)
- José Correia Cardoso Monteiro † (10 marzo 1905 - 20 giugno 1910 deceduto)
- Manuel Damasceno da Costa † (2 ottobre 1914 - 27 gennaio 1922 deceduto)
- António Augusto de Castro Meireles † (20 dicembre 1923 - 20 giugno 1928 nominato vescovo coadiutore di Porto[5])
- Guilherme Augusto Inácio da Cunha Guimarães † (20 giugno 1928 - 17 giugno 1957 deceduto)
- Manuel Alfonso de Carvalho † (17 giugno 1957 succeduto - 13 dicembre 1978 deceduto)
- Aurélio Granada Escudeiro † (30 giugno 1979 - 9 aprile 1996 ritirato)
- António de Sousa Braga, S.C.I. † (9 aprile 1996 - 15 marzo 2016 ritirato)
- João Evangelista Pimentel Lavrador (15 marzo 2016 succeduto - 21 settembre 2021 nominato vescovo di Viana do Castelo)
- Armando Esteves Domingues, dal 4 novembre 2022

## Statistiche
La diocesi nel 2022 su una popolazione di 236.440 persone contava 205.360 battezzati, corrispondenti all'86,9% del totale.
| anno | popolazione | popolazione | popolazione | presbiteri | presbiteri | presbiteri | presbiteri                | diaconi | religiosi | religiosi | parrocchie |
| anno | battezzati  | totale      | %           | numero     | secolari   | regolari   | battezzati per presbitero | diaconi | uomini    | donne     | parrocchie |
| ---- | ----------- | ----------- | ----------- | ---------- | ---------- | ---------- | ------------------------- | ------- | --------- | --------- | ---------- |
| 1959 | 319.131     | 320.774     | 99,5        | 295        | 288        | 7          | 1.081                     |         | 22        | 98        | 168        |
| 1970 | 300.995     | 302.632     | 99,5        | 266        | 255        | 11         | 1.131                     |         | 29        | 180       | 151        |
| 1980 | 251.000     | 255.400     | 98,3        | 210        | 202        | 8          | 1.195                     |         | 22        | 240       | 152        |
| 1990 | 266.000     | 269.110     | 98,8        | 175        | 170        | 5          | 1.520                     |         | 17        | 263       | 165        |
| 1999 | 257.389     | 260.653     | 98,7        | 165        | 156        | 9          | 1.559                     | 1       | 19        | 219       | 172        |
| 2000 | 257.020     | 260.569     | 98,6        | 158        | 150        | 8          | 1.626                     | 1       | 18        | 215       | 172        |
| 2001 | 256.920     | 259.567     | 99,0        | 179        | 171        | 8          | 1.435                     | 2       | 19        | 209       | 172        |
| 2002 | 245.030     | 249.030     | 98,4        | 170        | 162        | 8          | 1.441                     | 2       | 17        | 205       | 172        |
| 2003 | 234.157     | 241.763     | 96,9        | 176        | 167        | 9          | 1.330                     | 2       | 17        | 181       | 174        |
| 2004 | 238.425     | 257.380     | 92,6        | 172        | 161        | 11         | 1.386                     | 2       | 20        | 185       | 172        |
| 2006 | 231.243     | 241.763     | 95,6        | 153        | 145        | 8          | 1.511                     | 1       | 17        | 167       | 172        |
| 2012 | 236.746     | 246.746     | 95,9        | 152        | 143        | 9          | 1.557                     | 5       | 18        | 130       | 164        |
| 2015 | 228.285     | 247.066     | 92,4        | 147        | 139        | 8          | 1.552                     | 5       | 10        | 120       | 165        |
| 2018 | 213.800     | 245.237     | 87,2        | 137        | 129        | 8          | 1.560                     | 7       | 12        | 104       | 165        |
| 2020 | 232.969     | 254.417     | 91,6        | 129        | 123        | 6          | 1.805                     | 7       | 8         | 98        | 165        |
| 2022 | 205.360     | 236.440     | 86,9        | 132        | 127        | 5          | 1.555                     | 6       | 6         | 85        | 165        |